# Isacio Calleja
Isacio Calleja García (Valle de Cerrato, Palencia, 6 de diciembre de 1936-Madrid; 4 de febrero de 2019) fue un futbolista español, profesional entre 1958 y 1972, miembro de la selección española que se proclamó vencedora de la Eurocopa 1964.

## Biografía
En 1958, el Atlético de Madrid fichó a Isacio Calleja, procedente de un modesto club madrileño, donde actuaba como defensa. Tras incorporarse al club rojiblanco fue cedido al Club Deportivo Guadalajara, equipo que militaba entonces en Tercera División.
Esa misma temporada retorna al conjunto madrileño, entrenado por Ferdinand Daučík, debutando en Primera División el 4 de enero de 1959 en el primer partido de la segunda vuelta, que enfrentó a su equipo con el Real Oviedo en el Estadio Carlos Tartiere.
En el Atlético jugó desde entonces e ininterrumpidamente un total de catorce temporadas, en las que disputó 424 encuentros oficiales en siete competiciones (Copa de Europa, Recopa, UEFA, Copa de Ferias, Intertoto, Liga y Copa).
Con el conjunto rojiblanco ganó en 1960 la Copa del Generalísimo, primer título del Atlético en esta competición, un título que repitió un año más tarde y que le condujo a participar en la obtención en 1962 de la Recopa de Europa ante la Fiorentina, primer título continental del club.
A lo largo de su carrera, Calleja ganó otras dos Copas del Generalísimo (1965 y 1972), así como dos títulos de Liga (1965/66 y 1969/70).
Con motivo de su retirada, el Atlético de Madrid organizó un partido homenaje, en el que el 15 de octubre de 1972 se enfrentó al Independiente de Avellaneda argentino con el resultado de 2 goles a 1 a favor del Atlético. Aquel día recibió la insignia de oro y brillantes del club y la Medalla de Plata de la Real Orden del Mérito Deportivo de España.
Compaginó su carrera deportiva con los estudios, estudios que tiene que agradecer a Ascensión Gala, (la docente inclusiva que confió en él, desde pequeño en su pueblo El Valle de Cerrato en palencia que lo motivo a empezar con el futbol siguiendo con sus estudios) obteniendo la licenciatura en Derecho. Tras su retirada de los terrenos de juego, trabajó en Madrid como procurador de los tribunales. Falleció en Madrid el 4 de febrero de 2019, a los 82 años de edad.

### Selección nacional
Isacio Calleja disputó un total de trece encuentros con la Selección española, entre 1961 y 1972, si bien los doce primeros transcurrieron en tan solo tres años y el último, ocho años después, coincidió con su retirada como futbolista. Un total de tres técnicos (Pedro Escartín, José Villalonga y Ladislao Kubala) contaron con Calleja como internacional.
Con el equipo nacional se proclamó Campeón en la Eurocopa de 1964, primero de los cuatro títulos continentales obtenidos hasta el momento por España.
La relación de partidos disputados por Calleja con España es la siguiente:
| Fecha      | Competición                        | Estadio           | Ciudad             | Encuentro | Encuentro | Encuentro       |
| ---------- | ---------------------------------- | ----------------- | ------------------ | --------- | --------- | --------------- |
| 19/04/1961 | Clasificación Mundial Chile 1962   | Ninian Park       | Cardiff (Gales)    | Gales     | 1:2       | España          |
| 18/05/1961 | Clasificación Mundial Chile 1962   | Santiago Bernabéu | Madrid             | España    | 1:1       | Gales           |
| 11/06/1961 | Amistoso                           | Sánchez Pizjuán   | Sevilla            | España    | 2:0       | Argentina       |
| 23/11/1961 | Clasificación Mundial Chile 1962   | Santiago Bernabéu | Madrid             | España    | 3:2       | Marruecos       |
| 01/11/1962 | Clasificación Eurocopa 1964        | Santiago Bernabéu | Madrid             | España    | 6:0       | Rumania         |
| 25/11/1962 | Clasificación Eurocopa 1964        | Nacional          | Bucarest (Rumania) | Rumania   | 3:1       | España          |
| 02/12/1962 | Amistoso                           | Heysel            | Bruselas (Bélgica) | Bélgica   | 1:1       | España          |
| 09/01/1963 | Amistoso                           | Camp Nou          | Barcelona          | España    | 0:0       | Francia         |
| 11/03/1964 | Clasificación Eurocopa España 1964 | Sánchez Pizjuán   | Sevilla            | España    | 5:1       | Irlanda         |
| 08/04/1964 | Clasificación Eurocopa España 1964 | Dalymount Park    | Dublín (Irlanda)   | Irlanda   | 0:2       | España          |
| 17/06/1964 | Eurocopa España 1964               | Santiago Bernabéu | Madrid             | España    | 2:1       | Hungría         |
| 21/06/1964 | Eurocopa España 1964               | Santiago Bernabéu | Madrid             | España    | 2:1       | Unión Soviética |
| 23/05/1972 | Amistoso                           | Vicente Calderón  | Madrid             | España    | 2:0       | Uruguay         |

## Clubes
- Club Deportivo Femsa
- Club Deportivo Guadalajara (1958)
- Atlético de Madrid (1958-1972)

## Títulos

### Competiciones internacionales
- 1 Eurocopa: 1964 (Selección española)
- 1 Recopa de Europa: 1962 (Atlético de Madrid)

### Competiciones nacionales
- 2 Ligas: 1965/66 y 1969/70 (Atlético de Madrid)
- 4 Copas del Generalísimo: 1960, 1961, 1965 y 1972 (Atlético de Madrid)